# Linksliberale Elite
Die linksliberale Elite (im Englischen: Liberal elite, metropolitan elite oder progressive elite) ist ein Stereotyp im politischen Leben der Vereinigten Staaten und vieler anderer Länder über politisch linksliberal eingestellte Menschen, deren Bildung ihnen üblicherweise den Zugang zu Wohlstand und Macht eröffnet und die in vielen Ländern die Führungselite stellen. Der Begriff wird auch abwertend mit der Schlussfolgerung verwendet, dass es sich bei der linksliberalen Elite um Menschen handelt, die zwar behaupten, die Interessen der Arbeiterklasse zu vertreten, tatsächlich aber als Angehörige der herrschenden Klasse die wirklichen Bedürfnisse derjenigen Menschen, die sie angeblich unterstützen und schützen, nicht beachten.
Der Begriff linksliberale Elite kann – je nach den Umständen und je nach Land, in denen er verwendet wird – eine unterschiedliche Bedeutung haben. Neben den oben kurz vorgestellten Beispielen wird der Begriff in den verschiedenen Ländern mit weiteren Bedeutungen verwendet. Der Begriff linksliberale Elite wird:
- zur Benennung einer Gruppe verwendet, die den größten Teil der intellektuellen Elite ausmacht und in vielen Ländern auch die herrschende Klasse stellt.
- abwertend zur Beschreibung einer herrschenden Klasse verwendet, die durch ihr Tun – entgegen ihrem selbstdefinierten Auftrag – den nicht-privilegierten Schichten in ihrem Land nicht von Nutzen ist. Im Sinne von z. B. Salonbolschewist oder Toskana-Fraktion (siehe den Artikel Salonbolschewist für einige Beispiele von Begriffen für dieses beobachtete Phänomen in den anderen Sprachen).
- abwertend im Sinne von Gutmensch verwendet (siehe auch: Virtue signalling).
- abwertend als eine Form des kodierten Antisemitismus verwendet.

Der Begriff liberal elite entstand in den Vereinigten Staaten und hat sich dann zunächst auf andere englischsprachige Länder ausgebreitet, in denen jedoch häufiger der Begriff metropolitan elite verwendet wird, da liberal je nach Land eine entgegengesetzte Bedeutung haben kann [z. B.: linksliberal, links, freiheitlich oder wirtschaftsliberal; Anmerkung des Übersetzers]. Mittlerweile wird der Begriff, bzw. Übersetzungen und Abwandlungen davon, in vielen weiteren Ländern verwendet.

## Verwendung des Begriffs in verschiedenen Ländern

### China und Taiwan
Der Begriff Baizuo (chinesisch: 白左; Weiße Linke oder Weiße Linksliberale) wird in China verwendet, um sich auf linksliberale Ideen zu beziehen, die gewöhnlich mit weißen Menschen in der westlichen Welt in Verbindung gebracht werden. Der Begriff beschreibt diese Ideen als unrealistisch und lebensfremd, verbunden mit einer zur Schau gestellten moralischen Überlegenheit. Er wird auch in Taiwan häufig verwendet: Hier bezieht sich der Begriff speziell auf weiße Menschen im Westen, die oft einen höheren Bildungsabschluss aufweisen, linksliberale Ansichten und unrealistische Erwartungen an die reale Welt haben, sowie die Obsession aufweisen, sich für den Schutz von Minderheiten einsetzen zu müssen, selbst wenn diese nicht bedroht wurden.

### Frankreich
In Frankreich werden die Begriffe élite progressiste oder élite métropolitaine verwendet. Der Autor Joel Kotkin schrieb in 2019, dass die Führungselite in den letzten zwanzig Jahren Ansichten zu sozialen und ökologischen Themen angenommen hätte, die grundsätzlich im Widerspruch zum wettbewerbsbasierten Kapitalismus und dem Fortbestehen einer leistungsfähigen Mittelschicht stehen würden. Die ökologische politische Agenda der élite progressiste hätte zur Verarmung der Unter- und Mittelschicht geführt, was wiederum zu Ereignissen, wie dem Brexit, der Wahl von Donald Trump in 2016 und der Entstehung der konservativen Regierungen in Osteuropa geführt hätte.

### Indien
In Indien wird der Begriff liberal elite verwendet, um das englischsprachige, nach links tendierende Establishment zu beschreiben, das dem Nehru-Sozialismus und Marxismus nahesteht, und das, seit der Unabhängigkeit Indiens im Jahr 1947, einen Großteil der Intelligenzija stellt und die herrschende politische Klasse Indiens ausmacht. Der indische Nationalkongress, oft als „Die große alte Partei“ Indiens bezeichnet, ist eine linksliberale Partei, die die indische Politik für einen Großteil ihrer unabhängigen Geschichte dominiert hat.

### Kanada
Doug Ford, Premierminister von Ontario, Kanada, beschrieb die Mitglieder der elite in 2018 als „Menschen, die auf die durchschnittlichen, gewöhnlichen Leute herabschauen und denken, dass sie klüger sind, und dass sie es besser wissen und uns sagen können, wie wir unser Leben leben sollen“.

### Malaysia
In Malaysia wird der Begriff Bangsar Bubble verwendet, um wohlhabende junge Malaien zu beschreiben, die eine hochgebildete und einkommensstarke Gruppe darstellen und insbesondere aus dem Bangsar-Gebiet im Klang-Tal kommen. Der Begriff wurde ursprünglich von Linken verwendet, um Liberale zu kritisieren, denen es an einer Klassenanalyse mangeln würde, aber bald wurde dieser Begriff auch für Malaien verwendet, die das Denken der westlichen Linken angenommen haben. Diese Gruppe wird normalerweise mit der Befürwortung einiger westlicher progressiver Themen, wie LGBT-Rechte (ein Tabuthema im Land), Menschenrechte, Säkularismus und Identitätsfragen in Verbindung gebracht. In Bezug auf die sozialen Medien nutzen sie oft Twitter anstelle von Facebook, da Facebook von den Konservativen dominiert wird.

### Philippinen
Der Begriff Dilawan (Tagalog: Die Gelben) nimmt Bezug auf die, mit dem Liberalismus in Verbindung gebrachte Farbe gelb. Die Verwendung des Begriffs entstand auf den Philippinen in den 1980er Jahren und zwar, um Liberale abwertend zu beschreiben, die oft mit der vornehmen englischsprachigen Elite in Verbindung gebracht werden.
Im englischsprachigen politisch-ökonomischen Diskurs des Landes wird der Begriff liberal elite verwendet.

### Südkorea
Gangnam leftist (koreanisch: 강남 좌파; Hanja: 江南左派: Gangnam-Linker) bezieht sich auf die hochgebildete und einkommensstarke Klasse Südkoreas mit linksliberalen Tendenzen in der südkoreanischen Politik und Gesellschaft. Sie bestehen hauptsächlich aus Mitgliedern der Oberschicht der 386-Generation (Südkoreaner, die in ihren 30ern waren, als der Intel 80386-Prozessor auf den Markt kam) und wurden nach dem wohlhabenden Gangnam-Bezirk in Seoul benannt. In Südkorea wird der Begriff gleichbedeutend wie limousine liberal (Limousinen-Linksliberaler) (koreanisch: 리무진 리버럴) verwendet. Auch der Begriff Gangnam liberal wird verwendet.
Die Gangnam leftists unterscheiden sich von Südkoreas traditionellen (sozialistischen und sozialdemokratischen) linken politischen Kräften, die sich auf die Arbeiterbewegung konzentrieren. Der Begriff Gangnam leftist wird auch verwendet, um linke/linksliberale Politiker in anderen Ländern als Südkorea zu bezeichnen. So wurden zum Beispiel Emmanuel Macron und Joe Biden in den südkoreanischen Medien als Gangnam leftists bezeichnet.

### Vereinigte Staaten
In den Vereinigten Staaten wird der Lebensstil der liberal elite oft in der Populärkultur erwähnt. Der Kolumnist Dave Barry fasste die Stereotypen, die für die Rechten und Linken verwendet werden, folgendermaßen zusammen: „Glauben wir wirklich, dass alle Einwohner der roten Staaten [von den Republikanern regierte Staaten; Anmerkung des Übersetzers] unwissende rassistische, faschistische, primitive, NASCAR-besessene, Cousins-heiratende, Roadkill-essende, Tabaksaft-sabbernde, Waffen-liebende, religiös-fanatische Rednecks sind; oder dass alle Bewohner der blauen Staaten [von den Demokraten regierte Staaten; Anmerkung des Übersetzers] gottlose, unpatriotische, Nasen-gepiercte, Volvo-fahrende, Frankreich-liebende, linkskommunistische, Latte-schlürfende, Tofu-kauende, ganzheitlich-durchgeknallte, neurotische, vegane, verweichlichte Perverse sind?“
Diejenigen US-Amerikaner, die Elitismus mit intellektuellen Betätigungen und intellektuellen Karrieren gleichsetzen, weisen oft darauf hin, dass amerikanische Intellektuelle – von denen die meisten zur oberen Mittelschicht, nicht aber zur Oberschicht gehören – meistens liberal [links oder linksliberal; Anmerkung des Übersetzers] sind. Im Jahr 2005 identifizieren sich etwa 72 % der Professoren als liberal. An den Universitäten der Ivy League identifizierten sich 87 % der Professoren als liberal. Menschen mit postgradualen Abschlüssen bezeichnen sich im zunehmenden Maße als Demokraten.
Kritiker sagen, dass sich die linksliberale Elite in den Vereinigten Staaten durch eine große Intoleranz gegenüber anderen Meinungen und Lebensumständen auszeichnet. Als ein Beispiel wird eine Wahlkampfrede von Hillary Clinton in 2016 angeführt – in der sie sich als Kandidatin zur Wahl des U.S. Präsidenten präsentierte – und in der sie ihr Unverständnis über die Ansichten von Teilen der Trump-Anhänger ausdrückte, indem sie sie als Rassisten, Sexisten, Homophobe, Ausländerfeindliche und Islamophobe benannte und als „Basket of deplorables“ (das Bündel der Erbärmlichen) bezeichnete.

### Vereinigtes Königreich
Simon Danczuk (Labour-Abgeordneter für Rochdale, Vereinigtes Königreich) sagte in 2014, dass es den Eindruck gebe, dass die Labour Party „von der North London Metropolitan Liberal Elite vereinnahmt sei“.
Der Begriff North London Metropolitan Liberal Elite wurde der britischen Innenministerin Priti Patel in 2019 verwendet. Aufgrund des hohen jüdischen Bevölkerungsanteils in diesem Gebiet wurden Verweise auf die „North London“-Eliten von einigen, wie der Jewish Labour Movement, als eine Form des kodierten Antisemitismus bezeichnet.